# Eckart Würzner

Eckart Würzner (2022)

Eckart Würzner (* 10. Oktober 1961 in Goslar) ist ein deutscher parteiloser Politiker. Seit 2006 ist er Oberbürgermeister von Heidelberg. Außerdem ist er stellvertretender Präsident des Deutschen Städtetags.

## Leben und Beruf
Nachdem Würzner 1982 das Abitur in Hochdahl bei Düsseldorf absolviert hatte, studierte er von 1982 bis 1987 Geographie als Diplomstudiengang sowie Geologie und Rechtswissenschaft als Nebenfächer in Mannheim und Heidelberg. In Heidelberg war er bei dem Corps Suevia aktiv. Im Anschluss daran promovierte er zum Thema Vergleichende Fallstudie über potenzielle Einflüsse atmosphärischer Umweltnoxen auf die Mortalität in Agglomerationen für den Bereich der Ballungsräume in der Bundesrepublik Deutschland und im Großraum Paris.
1988 wurde Würzner Umweltfachberater im Amt für Umweltschutz, Gewerbeaufsicht und Energie der Stadt Heidelberg.  In diesem Amt war er darauf von 1991 bis 1997 Leiter der Abteilung „Technischer Umweltschutz“. Von 1997 bis 2019 war er Hauptgeschäftsführer der regionalen Klimaschutz- und Energie-Beratungsagentur Heidelberg-Nachbargemeinden gGmbH (KLIBA). Von Ende 1997 bis Ende 1999 wurden ihm mit der Leitung der Abteilung Umwelt- und Energiemanagement und der stellvertretenden Amtsleitung des Amtes für Umweltschutz und Gesundheitsförderung zusätzliche Aufgaben übertragen. Anfang 2000 bis März 2001 wurde er Leiter des Amtes für Umweltschutz, Energie und Gesundheitsförderung.
Seit 1998 nimmt Würzner Lehraufträge an der Ruprecht-Karls-Universität Heidelberg und der SRH Hochschule Heidelberg wahr und leitet Praktika sowie Seminare in den Bereichen Energie- und Umweltmanagement, Nachhaltigkeit sowie Projektmanagement. In den Jahren 1991 bis 2000 veröffentlichte er wissenschaftliche und projektorientierte Schriften, welche ihren Schwerpunkt im Umweltbereich haben. Im Mai 2016 wurde Würzner zum Honorarprofessor durch die SRH Hochschule Heidelberg ernannt.
2001 wurde Würzner vom Gemeinderat zum Bürgermeister für Umwelt und Energie der Stadt Heidelberg gewählt. Im November 2006 wurde er als Nachfolger von Beate Weber (SPD) zum Oberbürgermeister Heidelbergs gewählt. Dabei wurde er von den lokalen Parteigliederungen der CDU, der FDP sowie den Freien Wählern und der Wählervereinigung Die Heidelberger unterstützt. Am 14. Dezember 2006 fand die Amtseinführung statt. Bei der Oberbürgermeisterwahl am 19. Oktober 2014 wurde er bei einer Wahlbeteiligung von 21,80 % mit 84,44 % wiedergewählt, SPD und Grüne hatten keinen Kandidaten aufgestellt. Seit 2006 ist er Präsidiumsmitglied des Deutschen Städtetags und seit 2019 Erster Stellvertreter des Präsidenten (2025 wiedergewählt).
Da Würzner bei der Oberbürgermeisterwahl am 6. November 2022 nicht die erforderliche absolute Mehrheit der abgegebenen Stimmen erhielt, kam es am 27. November 2022 zu einem zweiten Wahlgang. Er erhielt im zweiten Wahlgang 54,03 % der Stimmen und wurde somit für eine weitere Amtszeit zum Oberbürgermeister gewählt. Er setzte sich dabei unter anderem gegen Theresia Bauer (Grüne) durch.

## Privates
Würzner ist verheiratet und hat vier Kinder. Sein Sohn Niklas Würzner ist Profibasketballer beim Team USC Heidelberg.

## Auszeichnungen und Ehrungen (Auswahl)
- 2006: Goldener Helios (Umweltpreis, mit welchem jährlich Persönlichkeiten ausgezeichnet werden, die sich im Rhein-Neckar-Raum besonders für Energieeffizienz eingesetzt haben[9])
- 2012: Ausgezeichnet mit dem „Freedom of the City of London“
- 2013: Landesehrennadel des Landesfeuerwehrverbandes Baden-Württemberg
- 2018: Deutsche Feuerwehr-Ehrennadel in Gold des Deutschen Feuerwehrverbandes
- 2018: Auszeichnung durch das japanische Außenministerium mit der Verdienstauszeichnung „Foreign Minister’s Commendations“
- 2019: Umweltpreis „Goldener Baum“ der Stiftung für Ökologie und Demokratie e. V. anlässlich des klimapolitischen Engagements
- 2019: Ernennung zum Ehrenpräsident des DRK Rhein-Neckar/Heidelberg e. V.